# Caperonia stuhlmannii
Caperonia stuhlmannii är en törelväxtart som beskrevs av Ferdinand Albin Pax. Caperonia stuhlmannii ingår i släktet Caperonia och familjen törelväxter. Inga underarter finns listade i Catalogue of Life.